# Ventas (Madrid)
Ventas es un barrio al este de la ciudad de Madrid (Comunidad de Madrid, España). Se encuentra dentro del distrito número 15, Ciudad Lineal. Sus calles principales son la calle Alcalá, la avenida del Marqués de Corbera y la avenida Daroca.

## Geografía

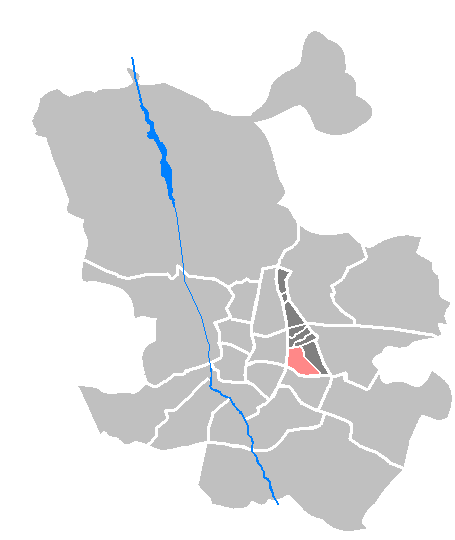
Situación del barrio de Ventas en el distrito de Ciudad Lineal.

Mapa de la zona de Pueblo Nuevo y Ventas entre 1900 y 1935.

El barrio se sitúa al sur de la calle Alcalá y llega hasta la M-23. Teniendo al oeste la avenida de la Paz; y al este la avenida de Daroca y la calle de Lago Constanza.
Ventas se puede dividir en tres zonas:
- La zona de la Calle Alcalá y El Carmen, conocido simplemente como El Carmen. (Comprende las calles de Alcalá, Lago Constanza y la Avenida de Daroca.
- El Barrio de La Elipa como es conocido popularmente en la zona. (Comprende las calles de la Avenida de la Paz, la Avenida de Daroca, la Avenida de las Trece Rosas y la M-23.
- El Cementerio de la Almudena

## Demografía
| Gráfica de evolución demográfica de Ventas entre 1999 y 2016       |
|                                                                    |
| Fuente Ayuntamiento de Madrid/ - Elaboración gráfica por Wikipedia |

## Lugares
Aunque pueda parecerlo por el nombre del Barrio, la plaza de toros de Las Ventas no se encuentra en este barrio, sino en el de La Guindalera del distrito de Salamanca, sólo separada del barrio por el puente de Ventas.
De igual manera, la estación de metro de Ventas, situada a escasos metros de la puerta grande de la plaza de toros de Las Ventas tampoco está en este barrio sino en el de La Guindalera del distrito de Salamanca. 
El nombre de la estación de metro estará probablemente relacionado con su cercanía a la plaza de toros y no a su situación real en el barrio con el que comparte nombre.
El cementerio de la Almudena está situado en este barrio.

## Transportes

### Autobuses

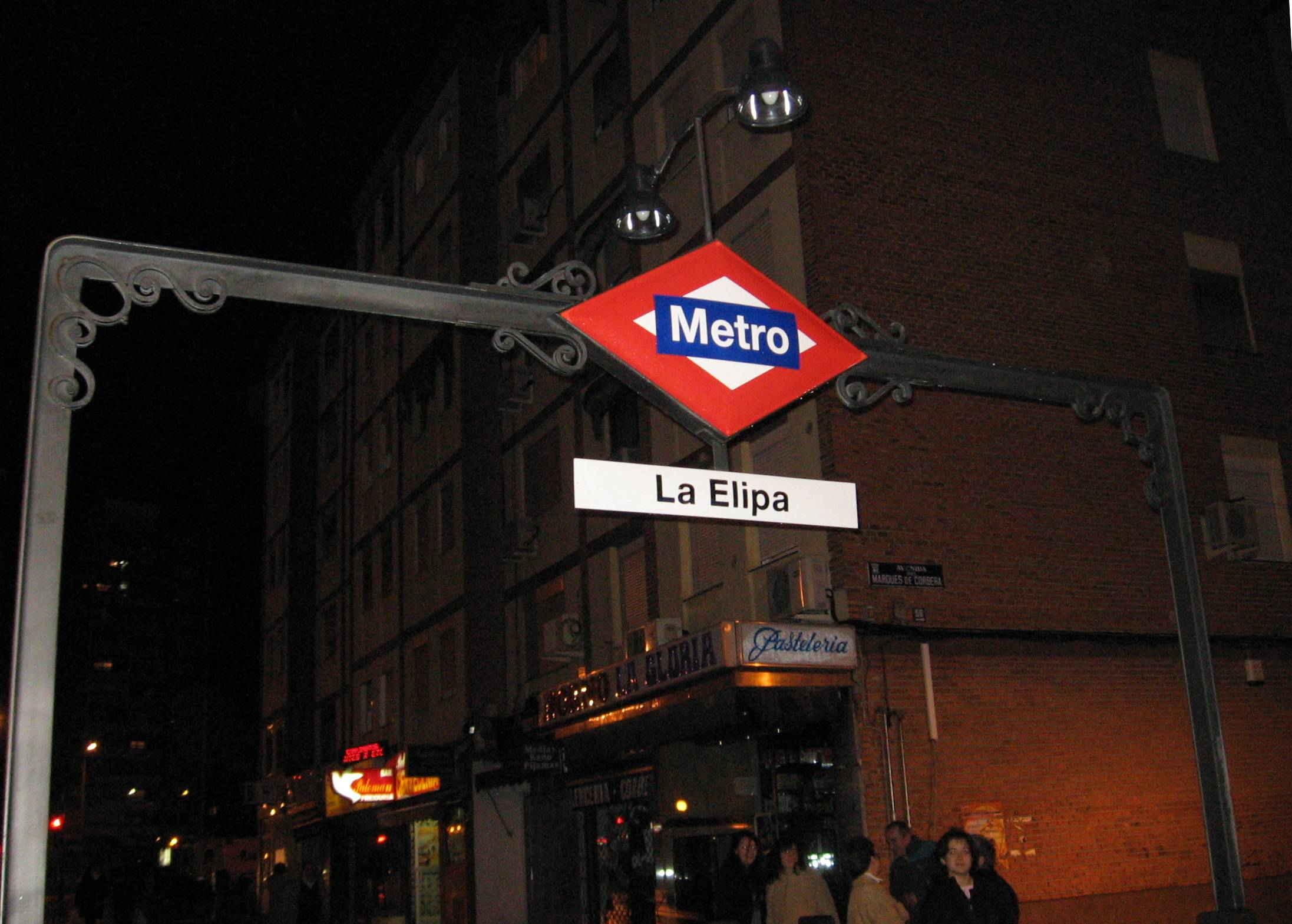
Metro de La Elipa.

El barrio se encuentra muy bien conectado con Hortaleza y las zonas norte y centro de Madrid. Los principales autobuses son:
- El 28, que conecta el barrio con Canillejas y con la Puerta de Alcalá.
- El 38, que conecta el barrio con Las Rosas y con Manuel Becerra.
- Para los trayectos nocturnos están los autobuses N5, N6 y N7.

### Metro
Por el barrio de Ventas pasan las líneas 2 y 5 del Metro de Madrid teniendo las estaciones de El Carmen, Quintana y La Elipa.

## Equipamiento

### Sanidad
- Centro Salud Daroca, Av. de Daroca, 4
- Centro Madrid Salud de Ciudad Lineal, Plaza de Agustín González, 1

### Comercio
- Lidl, calle María Teresa Sáenz de Heredia,10
- Ahorra Mas, calle de María Teresa Sáenz de Heredia, 46
- DIA, calle de Marcelino Álvarez, 7

### Centros religiosos

#### Católicos
- Parroquia Nuestra Señora Del Rosario De Fátima, calle de Alcalá, 292
- Vicaría Episcopal II, calle de Ignacio Ellacuria, 2
- Parroquia del Espíritu Santo, calle de Ricardo Ortiz, 1
- Parroquia San Emilio, Travesía de José Noriega, 4
- Parroquia de Santas Perpetua y Felicidad, calle de Sta Felicidad, 1
- Parroquia Santos Apóstoles Felipe y Santiago el Menor, Calle Poeta Blas de Otero, 79

### Correos
- Av. del Marqués de Corbera, 27

### Centros educativos públicos
- Leopoldo Alas, calle de Pedrezuela, 18
- Colegio Público Gustavo Adolfo Bécquer, calle de Sta Genoveva, 32
- Colegio Público San Juan Bosco, Calle de Sta Irene, 2
- Instituto de Educación Secundaria Francisco de Goya - La Elipa,  calle de Santa Irene, 4

### Centros educativos privados
- Colegio Ntra Sra De Fátima, calle de Alcalá, 292
- Colegio Nuestra Señora de la Merced, Travesía de José Luis de Arrese, 5
- Colegio La Purísima, calle de Ricardo Ortiz, 29
- Colegio Espíritu Santo, San Emilio, 54-56
- Colegio Nuestra Sra De las Victorias, Apóstol Santiago,72

### Bibliotecas
- Biblioteca Pública Municipal La Elipa, calle de Ntra. Sra. del Villar, 6

### Zonas verdes
- Parque Arriaga
- Parque de La Elipa, calle Félix Rodríguez de la Fuente, 14

### Deportivo
- Campo de fútbol Arroyo de Media Legua, Av. de las Trece Rosas, 2